# كيلي موران
كيلي موران (بالإنجليزية: Kelly Moran)‏ هو متسابق دراجات نارية أمريكي، ولد في 21 سبتمبر 1960 في شاطئ هنتنغتون في الولايات المتحدة، وتوفي بنفس المكان في 4 أبريل 2010 بسبب نفاخ رئوي.